# Šentjur
Šentjur este un oraș din comuna Šentjur, Slovenia, cu o populație de 4.723 de locuitori.

## Personalități născute aici
- Anžej Dežan (n. 1987), cântăreț.